# Villares de Abajo
Villares de Abajo (Vilares d'Abaxo en asturià) és un poble que pertany a la parròquia de Tormaleo.
El poble de Villares de Abajo pertany a la comarca de Narcea.

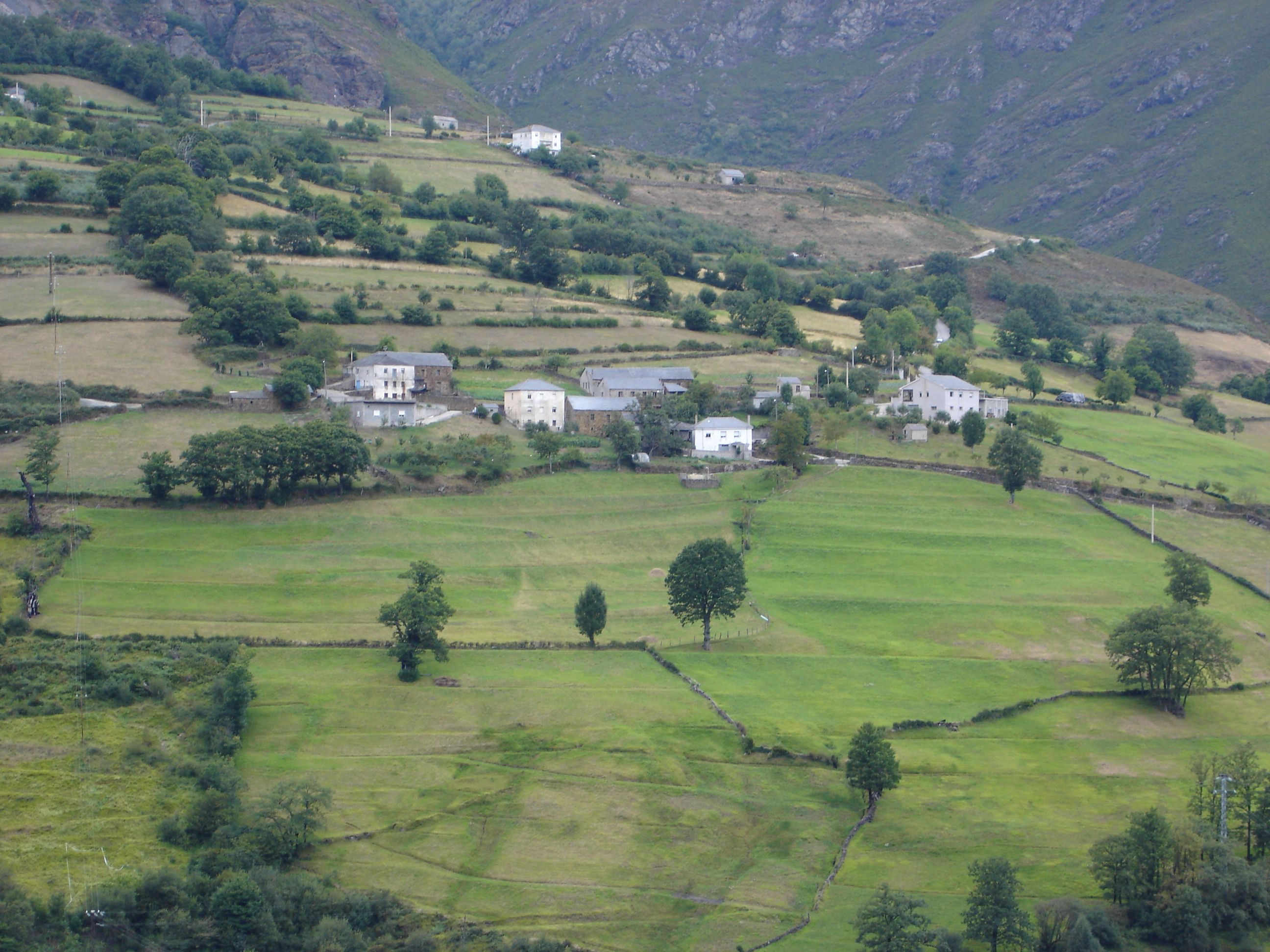
Panoràmica de Villares de Abajo (agost de 2004).